# Plinio Pinna Pintor
Plinio Pinna Pintor (Torino, 25 giugno 1921 – Torino, 21 settembre 2016) è stato un cardiologo, imprenditore e partigiano italiano.

## Biografia
Quinto figlio, dopo quattro sorelle, del ginecologo Arturo Pinna Pintor, Plinio Pinna Pintor consegue la licenza liceale al Liceo Alfieri di Torino nel 1939, per poi iscriversi alla Facoltà di Medicina. Già nel periodo degli studi liceali la frequentazione di amici delle sorelle, come Carlo e Alessandro Galante Garrone, lo orienta verso l'antifascismo. Dal 1940 è poi decisivo, in campo politico e culturale, il rapporto con il lontano cugino Giaime Pintor, che ha tre anni più di lui. Giaime, che è spesso a Torino per i lavori della Commissione d'Armistizio con la Francia e per la collaborazione con la casa editrice Einaudi, si lega di stretta amicizia con i cugini torinesi.
Amico di Giaime è anche il filosofo Felice Balbo, che per primo alla fine dell'estate del 1943 introduce Plinio alla conoscenza del marxismo. Se nel periodo tra il 25 luglio e l'8 settembre Plinio è infatti vicino a Giustizia e Libertà, dopo l'8 settembre entra a far parte della rete cospirativa guidata dal dirigente comunista Luigi Capriolo, che cerca di gettare le basi della futura lotta armata contro i nazifascisti. Su suggerimento di Luigi Capriolo, nell'autunno del 1943, tenta con l'amico Paolo Boringhieri di organizzare in Val d'Ayas nuclei partigiani fra la popolazione locale e i reduci di guerra, ma senza successo. Tra la fine del 1943 e l'ottobre del 1944 il suo impegno principale si concentra allora nella propaganda tra gli studenti: stampa e diffusione di manifestini, interruzione delle lezioni e degli esami universitari per convogliare gli studenti verso le formazioni partigiane, raccolta di fondi e medicinali, distribuzione clandestina delle pubblicazioni del Fronte della Gioventù e, a partire dall'agosto del 1944, del periodico Combattere. Ai primi di ottobre del 1944, ricercato dalla polizia, lascia Torino per unirsi, in Val Luserna, alla 105ª Brigata garibaldina Carlo Pisacane, allora comandata da “Romanino” (Mario Abruzzese), sostituito di lì a poco da Riccardo Di Nanni. Il suo nome di partigiano è “Simone”.
Un nuovo incarico lo aspetta il 4 dicembre: dalla val Luserna viene trasferito a Villar di Bagnolo, dove il vice comandante di brigata “Balestrieri” (Luigi Felice Burdino) gli affida l'organizzazione di un corso di infermieristica. Spesso ospitato, nei mesi successivi, al Palass dei conti Malingri - antica residenza nobiliare che diventa, grazie ai suoi proprietari, il barone Vittorio Oreglia d'Isola e la moglie, un porto sicuro per i partigiani della valle - partecipa alle animate discussioni in cui il comandante comunista “Barbato” (Pompeo Colajanni) si confronta con Leletta d'Isola, la figlia maggiore del barone, monarchica e profondamente cattolica. Congedato alla Liberazione con il grado di tenente onorario, si laurea in medicina nel 1946 e consegue la specializzazione in cardiologia nel 1954. Nel 1947 si sposa con Nicolette Turin, già sua fidanzata negli anni della Resistenza; dal matrimonio nasceranno tre figli, Marco nel 1950, Luca nel 1952 e Neri nel 1957. Il suo impegno politico proseguirà nel dopoguerra: iscritto al Partito Comunista sino al 1989, nel 1956 ospiterà in casa sua alcune riunioni congiunte della cellula “Giaime Pintor” della casa editrice Einaudi e del gruppo torinese dei medici comunisti, allo scopo di ottenere dal vertice del partito la condanna dell'intervento sovietico in Ungheria.
Attivo nella sezione del partito della Crocetta, è particolarmente presente nel dibattito politico sulla sanità pubblica e privata. Nel 1951, alla morte del padre, assume la direzione della clinica da lui fondata nel 1904. All'originario centro ostetrico-ginecologico si aggiungono chirurgia generale, radiologia, gastroenterologia, cardiologia, ortopedia, urologia; nuovi servizi specialistici che richiedono, dagli anni Cinquanta agli anni Ottanta, costanti aggiornamenti tecnologici e una sopraelevazione di due piani della sede, i posti letto salgono da 60 a 100, si sviluppano nuovi servizi diagnostici specialistici e ben presto la clinica diventa un punto di riferimento della città e non solo.
Sotto la sua guida, la Clinica Pinna Pintor, cresce e si rinnova. Cresce anche il conflitto interiore alimentato dal suo ruolo di imprenditore di sanità privata che cerca di conciliare le esigenze aziendali con le proprie convinzioni politiche maturate prima nel gruppo di intellettuali che si ispira a Felice Balbo e poi con la militanza nel PCI. Ed è proprio in risposta alle esigenze di composizione delle contraddizioni dell'imprenditore sanitario privato e uomo di sinistra che sente di dover pagare un debito di carattere sociale che nel 1977 Plinio Pinna Pintor dà vita alla Fondazione Arturo Pinna Pintor per ricerche nell'ambito della medicina multidisciplinare e della verifica di qualità di cure e tecnologie mediche, dedicata alla memoria del padre. I temi di ricerca sviluppati saranno, negli anni, ispirati dalla esperienza dell'attività della Clinica e dai dibattiti aperti dalla comunità scientifica. Nel periodo della sua attività (1977-2015) la Fondazione Arturo Pinna Pintor ha erogato 77 borse di studio a giovani ricercatori, sostenuto più di 200 ricerche con relative pubblicazioni su riviste italiane e internazionali, organizzato 106 simposi monotematici e corsi di formazione e messo a disposizione del pubblico la sua biblioteca ricca di più di 3.000 volumi e abbonamenti a 54 riviste scientifiche.
Quando nel 1983 la clinica si dota della prima risonanza magnetica installata in Piemonte è ormai uno degli ospedali privati più importanti di Torino. In questi stessi anni decolla un progetto di collaborazione cardiochirurgica con l'Ospedale St. Antonius di Utrecht per rispondere alla imponente domanda di chirurgia coronarica alla quale le strutture pubbliche non erano in grado di rispondere tempestivamente se non con lunghe liste di attesa e migrazione oltre frontiera. Nel 1985 la Clinica inizia ad effettuare, per la prima volta in Piemonte, l'angioplastica coronarica, affidata al prof. J. P. Ernst del St. Antonius di Utrecht: da allora fino al 2001 (anno in cui è cessata l'attività di cardiochirurgia) gli interventi cardiochirurgici sono stati più di 3.800, le coronarografie e angioplastiche più di 8.400, attività che hanno fruttato alla Clinica il riconoscimento ministeriale di “struttura di alta specializzazione”. È da ricordare in questo campo il positivo esperimento di collaborazione fra “pubblico” e “privato” svoltosi fra il 1997 e il 2001: la sala angiografica e il personale paramedico della Clinica vengono messi a disposizione di quattro Presidi Ospedalieri di Torino e provincia, consentendo a tali presidi  di raggiungere la numerosità di procedure per ottenere l'autorizzazione regionale allo svolgimento di attività emodinamica ed angioplastica coronarica.
Nel 2001 però il partenariato pubblico privato per la cardiochirurgia entra in crisi dopo l'entrata in vigore della legge finanziaria che dimezza i fondi destinati alla assistenza indiretta, e la clinica, non accreditata con il SSN, risente sempre di più dei contraccolpi della crisi economica che ha colpito la sua clientela di riferimento, la media e alta borghesia torinese e della forte concorrenza rappresentata dall'aumento dell'offerta e dal miglioramento della qualità della sanità pubblica e privata accreditata. Neanche l'entrata del gruppo Humanitas nell'assetto societario e l'introduzione di tecnologie di avanguardia come il robot chirurgico e l'inaugurazione del nuovo punto nascita nel 2004 riescono a frenare la crisi finanziaria della clinica che già a partire dal 1997 per contenere i costi di gestione era dovuta a ricorrere a ristrutturazione dei reparti e a misure di riduzione dell'orario del personale. Ogni sforzo di rilancio risulta vano, la situazione debitoria nei confronti delle banche si aggrava e si arriva nell'aprile 2014 alla amministrazione concordata e nell'ottobre 2015 la Clinica Pinna Pintor viene acquisita dal Policlinico di Monza che ne assume il pieno controllo e la famiglia del fondatore, Arturo Pinna Pintor, esce di scena. Plinio Pinna Pintor muore, nella clinica cui ha dedicato tanta parte della sua vita, il 21 settembre del 2016.